# Triangle Razorbacks 2023
Questa voce raccoglie le informazioni riguardanti i Triangle Razorbacks nelle competizioni ufficiali della stagione 2023.

## Prima squadra

### Nationalligaen 2023

#### Stagione regolare
| Svenstrup J 29 aprile 2023, ore 14:00 1ª giornata | Aalborg 89ers | 34 – 12 referto | Triangle Razorbacks | Dall-Ferslev Idrætsforening |

| Vejle 13 maggio 2023, ore 12:00 3ª giornata | Triangle Razorbacks | 40 – 39 referto | Søllerød Gold Diggers | Vejle Atletikstadion |

| Vejle 20 maggio 2023, ore 14:00 4ª giornata | Triangle Razorbacks | 0 – 40 referto | Copenhagen Towers | Vejle Atletikstadion |

| Vejle 18 giugno 2023, ore 14:00 8ª giornata | Triangle Razorbacks | 55 – 14 referto | Aarhus Tigers | Vejle Atletikstadion |

| Nærum 12 agosto 2023, ore 12:00 9ª giornata | Søllerød Gold Diggers | 50 – 28 referto | Triangle Razorbacks | Rundforbi Stadion |

| Gentofte 19 agosto 2023, ore 12:00 10ª giornata | Copenhagen Towers | 58 – 14 referto | Triangle Razorbacks | Gentofte Sportspark |

| Vejle 2 settembre 2023, ore 14:00 12ª giornata | Triangle Razorbacks | 20 – 48 referto | Aalborg 89ers | Vejle Atletikstadion |

| Viby J 9 settembre 2023, ore 14:00 13ª giornata | Aarhus Tigers | 25 – 23 referto | Triangle Razorbacks | Bøgeskov Idrætsanlæg |

#### Playoff
| Gentofte 24 settembre 2023, ore 12:00 Semifinale | Copenhagen Towers | 58 – 6 referto | Triangle Razorbacks | Gentofte Sportspark |

### Statistiche di squadra
| Competizione      | %Vittorie | In casa | In casa | In casa | In casa | In casa | In casa | In trasferta | In trasferta | In trasferta | In trasferta | In trasferta | In trasferta | Totale | Totale | Totale | Totale | Totale | Totale |
| Competizione      | %Vittorie | G       | V       | N       | P       | Pf      | Ps      | G            | V            | N            | P            | Pf           | Ps           | G      | V      | N      | P      | Pf     | Ps     |
| ----------------- | --------- | ------- | ------- | ------- | ------- | ------- | ------- | ------------ | ------------ | ------------ | ------------ | ------------ | ------------ | ------ | ------ | ------ | ------ | ------ | ------ |
| Stagione regolare | .625      | 4       | 2       | 0       | 2       | 115     | 141     | 4            | 0            | 0            | 4            | 77           | 167          | 8      | 2      | 0      | 6      | 192    | 308    |
| Playoff           | .000      | 0       | 0       | 0       | 0       | 0       | 0       | 1            | 0            | 0            | 1            | 6            | 58           | 1      | 0      | 0      | 1      | 6      | 58     |
| Totale            | .222      | 4       | 2       | 0       | 2       | 115     | 141     | 3            | 1            | 0            | 2            | 83           | 225          | 9      | 2      | 0      | 7      | 199    | 366    |

## Seconda squadra

### Danmarksserien 2023

#### Stagione regolare
| Vejle 23 aprile 2023, ore 14:00 1ª giornata | Triangle Razorbacks II | 8 – 58 referto | Avedøre Monarchs | Vejle Atletikstadion |

| Vejle 6 maggio 2023, ore 14:00 3ª giornata | Triangle Razorbacks II | 56 – 6 referto | Holstebro Dragons/ Herning Hawks | Vejle Atletikstadion |

| Randers 14 maggio 2023, ore 14:00 4ª giornata | Randers Rednex | 16 – 44 referto | Triangle Razorbacks II | Thunder Field |

| Sønderborg 18 giugno 2023, ore 14:00 9ª giornata | Sønderborg Steelers | 58 – 64 referto | Triangle Razorbacks II | Sønderparken |

| Holstebro 13 agosto 2023, ore 14:00 10ª giornata | Holstebro Dragons /Herning Hawks | 30 – 26 referto | Triangle Razorbacks II | Idrætscenter Vest |

| Vejle 20 agosto 2023, ore 14:00 11ª giornata | Triangle Razorbacks II | 48 – 50 referto | Randers Rednex | Vejle Atletikstadion |

| Hvidovre 26 agosto 2023, ore 14:00 12ª giornata | Avedøre Monarchs | 50 – 0 (a tavolino) referto | Triangle Razorbacks II | Hvidovre Gymnasium |

| Vejle 10 settembre 2023, ore 14:00 14ª giornata | Triangle Razorbacks II | 0 – 50 (a tavolino) referto | Sønderborg Steelers | Vejle Atletikstadion |

### Statistiche di squadra
| Competizione      | %Vittorie | In casa | In casa | In casa | In casa | In casa | In casa | In trasferta | In trasferta | In trasferta | In trasferta | In trasferta | In trasferta | Totale | Totale | Totale | Totale | Totale | Totale |
| Competizione      | %Vittorie | G       | V       | N       | P       | Pf      | Ps      | G            | V            | N            | P            | Pf           | Ps           | G      | V      | N      | P      | Pf     | Ps     |
| ----------------- | --------- | ------- | ------- | ------- | ------- | ------- | ------- | ------------ | ------------ | ------------ | ------------ | ------------ | ------------ | ------ | ------ | ------ | ------ | ------ | ------ |
| Stagione regolare | .375      | 4       | 1       | 0       | 3       | 112     | 164     | 4            | 2            | 0            | 2            | 134          | 154          | 8      | 3      | 0      | 5      | 246    | 318    |
| Totale            | .375      | 4       | 1       | 0       | 3       | 112     | 164     | 4            | 2            | 0            | 2            | 134          | 154          | 8      | 3      | 0      | 5      | 246    | 318    |